# Dorcadion morozovi
Dorcadion morozovi là một loài bọ cánh cứng trong họ Cerambycidae.